# L'Homme qui tua Mahomet
L'Homme qui tua Mahomet (titre original : The Men Who Murdered Mohammed) est une nouvelle de science-fiction d’Alfred Bester. La nouvelle a été proposée au prix Hugo de la meilleure nouvelle 1959, sans remporter le prix. Cette nouvelle a été publiée l'année où fut énoncée la thèse d'Hugh Everett (« théorie d'Everett »), dont la presse de vulgarisation scientifique avait fait grand écho.

## Parutions

### Parutions aux États-Unis
La nouvelle est parue initialement aux États-Unis dans The Magazine of Fantasy & Science Fiction n°89, en octobre 1958.

### Parutions en France
La nouvelle a été publiée en France pour la première fois dans la revue Fiction, no 62, éditions OPTA, en janvier 1959, sous le titre Qui a tué Mahomet ?.
Par la suite la nouvelle est notamment parue en 1974 dans l'anthologie Histoires à rebours (rééditions en 1976, 1978, 1984 et 1986)), avec une traduction de P.-J. Izabelle.
On observe que le titre français utilise un singulier (« L'homme qui tua Mahomet ») alors que la version originale utilise un pluriel, puisque les deux voyageurs temporels ont tous deux tenté de tuer Mahomet.

### Parutions dans d'autres pays occidentaux
La nouvelle a aussi été publiée dans les pays suivants :
- au Portugal, sous le titre Os Assassinos de Maomé (1958),
- en Italie, sous le titre L'uomo che uccise Maometto (1967),
- en Allemagne :
  - sous le titre Die Mörder Mohammeds (1970),
  - sous le titre Die Männer, die Mohammed ermordeten (1987),
- en Pologne, sous le titre Ludzie, którzy zamordowali Mahometa (1971),
- aux Pays-Bas , sous le titre De Mannen die Mohammed Vermoordden (1977),
- en Espagnol, sous le titre Los hombres que asesinaron a Mahoma (1984).

## Résumé
Henry Hassel rentre chez lui et découvre son épouse dans les bras d'un homme. Furieux, il décide de se venger en faisant « disparaître » sa femme de la surface de la Terre. Pour cela, il construit une machine à voyager dans le temps et se rend en 1902 pour tuer le grand-père paternel de sa femme. Revenant à son époque d'origine, il retrouve sa femme dans le bras de l’homme… 
Il retourne alors au début du siècle et tue la grand-mère maternelle de sa femme. Revenant à son époque, rien n'a changé… 
Il retourne dans le passé et assassine successivement Napoléon Ier, Christophe Colomb et Mahomet. Il retourne à son époque et retrouve sa femme dans les bras de l'homme !
Henry renouvelle des tentatives : il donne les plans de la bombe atomique à Marie Curie, tue George Washington, etc. Chaque fois qu'il revient à son époque, il retrouve son épouse dans les bras de l’homme… Il retourne vérifier s'il a bien tué George Washington : l'homme est bien vivant. Au moment où il s'apprête à quitter les lieux, il se retrouve face-à-face avec lui-même quelques instants avant sa tentative d'assassinat. Il interpelle son alter ego, mais ce dernier ne l’entend pas. Il va voir Enrico Fermi et s'énerve quand ce dernier lui dit que Marie Curie n'a jamais découvert l'énergie atomique. Il tire sur Fermi avec son revolver, mais le scientifique, ne semblant plus le voir, ne meurt pas. 
Par la suite, Henry rencontre involontairement un autre voyageur temporel qui lui révèle, non seulement que lui-aussi avait tenté de tuer Mahomet, mais surtout la raison profonde de ses échecs. 
En réalité, le temps n'est pas un « continuum global » mais une modalité quantique propre à chaque personne. La société est comme un plat de spaghettis, chaque individu étant un spaghetti, doté de son « propre chemin temporel ». Les voyages répétés dans le temps d'Henry Hassel ont modifié son propre passé temporel, mais pas celui des autres personnes, qu'il s'agisse des personnages historiques ou de son épouse. En fait, il a modifié, avant de le détruire, son propre chemin temporel, si bien qu'aujourd'hui il se retrouve à l'état de fantôme : il peut visiter toutes les époques qu'il veut mais son « chronocide » n'a en définitive tué que lui !